# تاريخ الأسلحة النووية

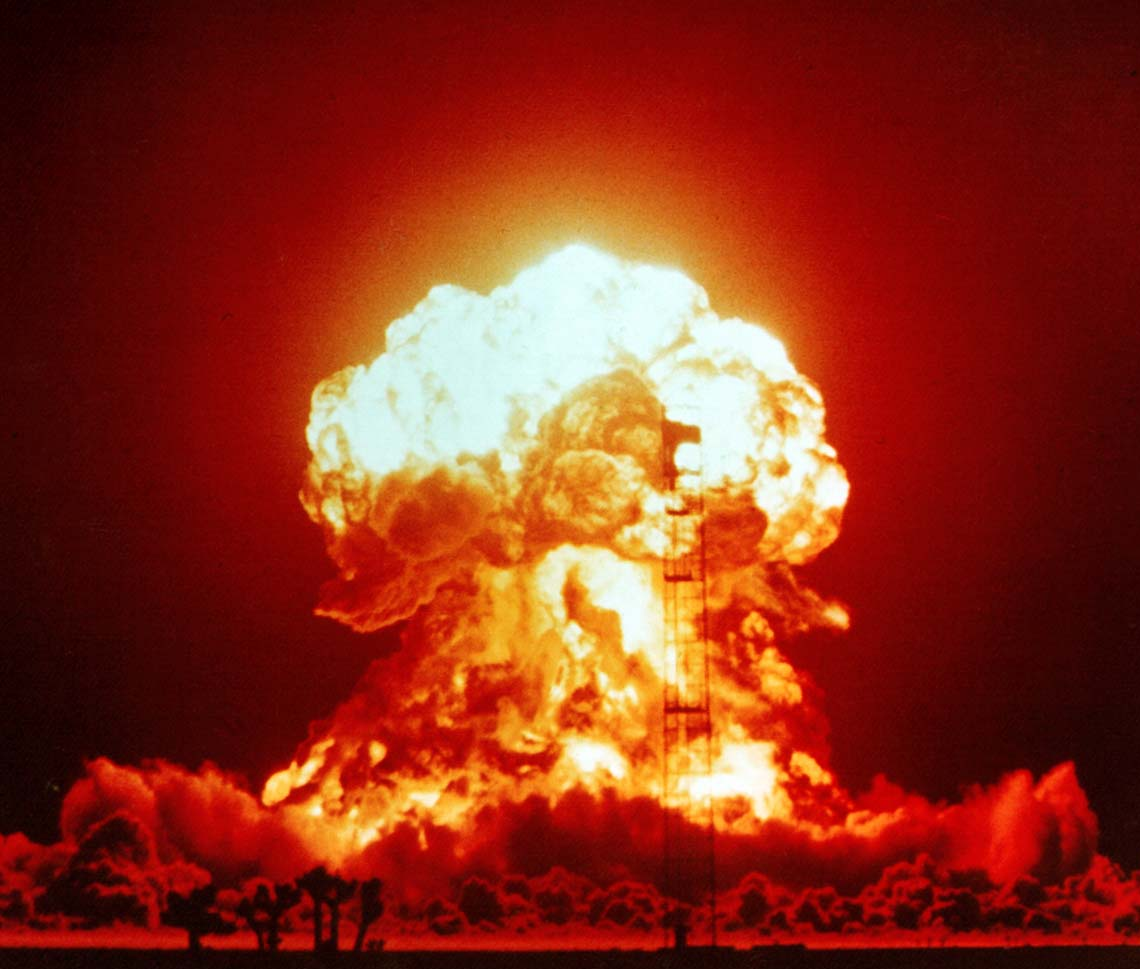
صورة لاختبار ليلي لسلاح نووي في الولايات المتحدة أجري في 18 أبريل 1953 م.

يمتلك السلاح النووي قوة مدمرة هائلة تنتج عن تفاعلات الانشطار النووي أو الانشطار المصحوب بالاندماج النووي معًا. بعد الاكتشافات العلمية التي حدثت خلال ثلاثينيات القرن العشرين، تعاونت الولايات المتحدة والمملكة المتحدة وكندا خلال الحرب العالمية الثانية في ما كان يسمى بمشروع مانهاتن لمواجهة برنامج التسلح النووي الألماني المحتمل. في أغسطس 1945، ألقيت قنبلتا انشطار نووي على اليابان، وهي الحالة القتالية الوحيدة التي استخدم فيها السلاح النووي. بعد فترة وجيزة، بدأ الاتحاد السوفيتي تطوير مشروعه الذري الخاص، ولم تمر فترة طويلة بعد ذلك، وطوّرت البلدان أسلحة انصهار أكثر قوة عرفت باسم «القنابل الهيدروجينية».

## الفيزياء والسياسة قبل وفي بداية الحرب العالمية الثانية

في تمتص نواة الذرة المنشطرة (في هذه الحالة يورانيوم مخصب) نيوترونًا حراريًا، لتصبح غير مستقرة، وتنقسم إلى ذرتين جديدتين، وتنطلق بعض الطاقة وينتج أثنين أو ثلاثة نيوترونات جديدة (أخضر)، تجدد العملية، وتدفعها إلى الاستمرار.

نسبة يورانيوم-238 (أزرق) ويورانيوم-235 (أحمر) الموجودة طبيعيًا في مقابل نسبهم في اليورانيوم المخصب عن طريق فصل النظائر ذرة بذرة باستخدام عدة طرق تحتاج استثمار الكثير من المال والوقت.

في العقود الأولى من القرن العشرين الميلادي، حدثت ثورة فيزيائية بالتطورات التي أدّت إلى فهم طبيعة الذرّة. ففي سنة 1898 م، اكتشف بيير وماري كوري أن اليورانينيت (إحدى خامات اليورانيوم) يحتوي على مادة سمّوها الراديوم ينبعث منها قدرًا كبيرًا من الإشعاع. وتوصّل إرنست رذرفورد وفردريك سودي إلى أن الذرات تنقسم وتتحول إلى عناصر أخرى. انتعشت آمال العلماء والعامة، واعتقدوا أن العناصر من حولنا يمكن أن تحتوي على كميات هائلة من الطاقة غير المرئية، تنتظر من يسخّرها. وفي مقال كُتب سنة 1924 م، تنبأ ونستون تشرشل بالتداعيات العسكرية المحتملة لتلك التطورات، فقال: «قد يتم العثور على قنبلة أصغر من برتقالة بها قوة سرية تكفي لتدمير كتلة كاملة من المباني، وتعادل في قوتها آلاف الأطنان من الكوردايت، وتفجر بلدة في لحظة؟»

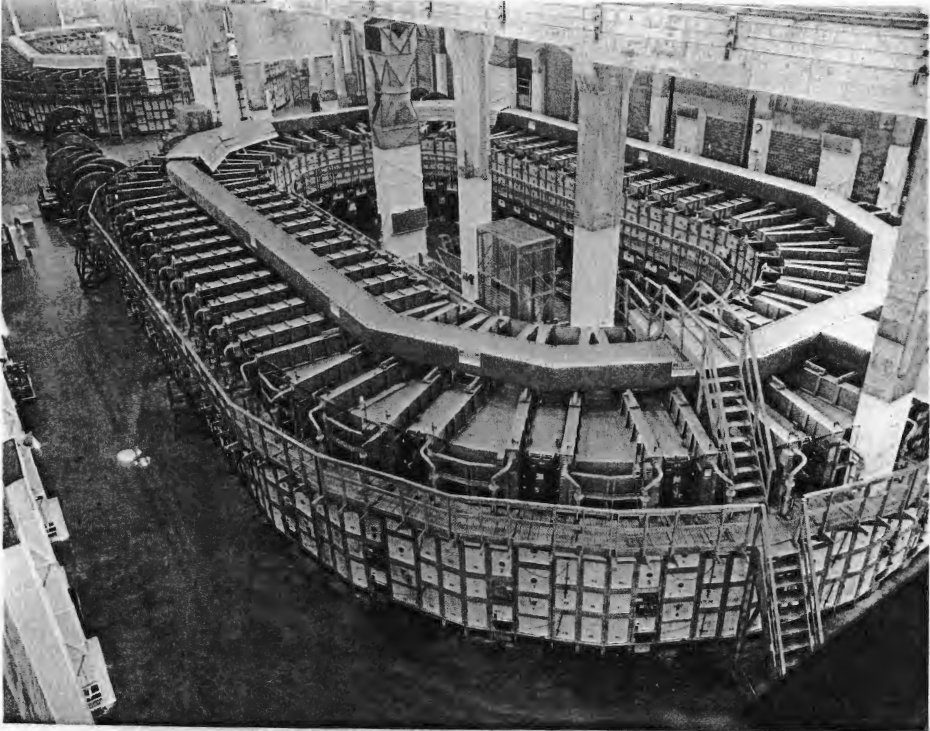
مصنع فصل U^{235} كهرومغناطيسيًا في أوك ريدج الذي كان من بين العديد من المواقع السرية في الولايات المتحدة لإنتاج اليورانيوم المخصب والبلوتونيوم، الصورة أًخذت حول عام 1945.

في يناير 1933 م، أصبح أدولف هتلر مستشارًا لألمانيا، فصارت حياة العلماء اليهود هناك غير آمنة. فر ليو زيلارد إلى لندن، وهناك سجل في سنة 1934 م، فكرة التفاعل النووي المتسلسل بالنيوترونات. استخدم زيلارد أيضًا مصطلح «الكتلة الحرجة» لوصف الحد الأدنى من المادة اللازم للحفاظ على تفاعل متسلسل يؤدي إلى الانفجار. وضع زيلارد براءة اختراعه في أيدي الأميرالية البريطانية، لتخضع لقانون الحماية السرية البريطاني. يعد زيلارد أبو القنبلة الذرية أكاديميًا. وفي سنة 1934 م أيضًا، اكتشف إيرين وفردريك جوليو-كوري أن يمكن تنشيط الإشعاع في العناصر المستقرة عن طريق قذفها بجسيمات ألفا؛ كما توصّل إنريكو فيرمي إلى نتائج مشابهة عندما قصف اليورانيوم بالنيوترونات.
في ديسمبر 1938 م، أرسل أوتو هان وفرانز شتراسمان ورقة إلى مجلة العلوم الطبيعية الألمانية كتبا فيها أنهما اكتشفا وجود عنصر الباريوم بعد قذف اليورانيوم بالنيوترونات. استنتجت ليز مايتنر وابن أختها أوتو روبرت فريش أن الباريوم تواجد نتيجة انقسام ذرة اليورانيوم، وأثبتا ذلك معمليًا في 13 يناير 1939 م. سميت العملية باسم «الانشطار» بسبب حدوث الانقسام الثنائي إلى ذرتين. وحتى قبل أن تُنشر نتيجة بحث مايتنر وفريش، كانت الأنباء قد عبرت الأطلنطي. قرر العلماء في جامعة كولومبيا تكرار التجربة. وفي 25 يناير 1939، أجريت أول تجربة انشطار نووي في الولايات المتحدة، في الطابق السفلي من قاعة بوبان. في السنة التالية، تمت معرفة المكوّن النشط في اليورانيوم وحُدّد على أنه نظيره النادر يورانيوم-235. يتواجد اليورانيوم في الطبيعة في صورتين يورانيوم-238 ونظيره يورانيوم-235. وعندما تمتص نواة يورانيوم-235 نيوترونًا، يحدث انشطار نووي، وتنبعث الطاقة بالإضافة إلى 2.5 نيوترون في المتوسط. ونظرًا لأن ذرات اليورانيوم-235 تطلق نيوترونات أكثر مما تمتصها، لذا فهي تدفع تفاعل متسلسل ، وبالتالي يمكن وصفها بالمادة الانشطارية. من ناحية أخرى، اليورانيوم-238 ليس انشطاريًا، ولا تخضع عادة للانشطار عادةً عندما تمتص النيوترونات.
مع اجتياح ألمانيا النازية لبولندا سنة 1939، بدأت الحرب العالمية الثانية، وكان العديد من كبار علماء أوروبا قد فرّوا من قبل هذا الصدام. كان الفيزيائيون في طرفي الحرب على دراية باحتمالية استخدام الانشطار النووي كسلاح، لكن لم يكن أحد على يقين عن كيفية حدوث ذلك. في أغسطس 1939 م، مع القلق حول احتمالية امتلاك ألمانيا لبرنامج تسليح نووي لإنتاج أسلحة تعتمد على الانشطار النووي، حذّر ألبرت أينشتاين الرئيس الأمريكي فرانكلين روزفلت في رسالة بعثها لتحذيره من هذا الخطر. استجاب روزفلت بتأسيس «لجنة اليورانيوم» برئاسة ليمان جيمس بريغز، ولكن برأس مال قليل (6,000 دولار فقط)، وكان تطورها بطيئًا. ولكن مع الهجوم الياباني على بيرل هاربور في ديسمبر 1941 م، قررت الولايات المتحدة المساهمة بالموارد الأساسية.

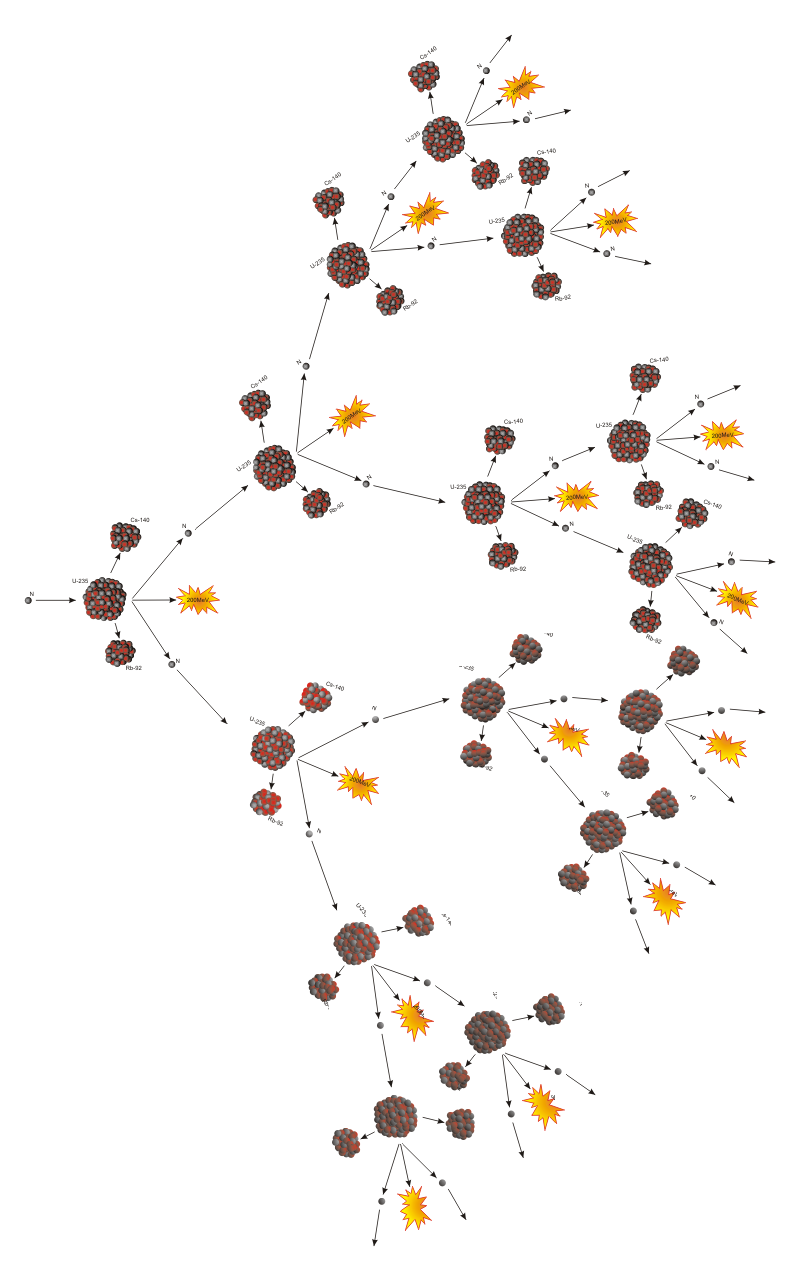
تفاعل انشطاري تسلسلي لليورانيوم U-235 بضربه بنيوترونات N.

وفي بريطانيا، بدأت الأبحاث المنظمة كجزء من مشروع سبائك الأنابيب. تأسست «لجنة مود» بعد أعمال فريش وبيرلز التي قدّرت الوزن الحرج ليورانيوم-235 ووجدوا أنه أصغر مما كان يُعتقد من قبل، مما يعني أنه ولادة القنبلة أصبح ممكنًا. في فبراير 1940 م، كتب فريش وبيرلز مذكرة جاء فيها: «الطاقة المحررة من انفجار تلك القنبلة العظيمة... سوف، للحظة، تنتج حرارة تماثل تلك التي في باطن الشمس. انفجار كهذا سيدمر الحياة في منطقة واسعة من الصعب تقدير مساحتها، ولكن من المرجح أن تغطي قلب مدينة كبرى.» أدرك إدغار سينييه مدير منجم شينكولوبوي في الكونغو الذي كان حينها ينتج أفضل خامات اليورانيوم جودة، احتمالية استخدام اليورانيوم في صنع قنبلة. في آخر سنة 1940 م، خوفًا من أن يقع المنجم في يد الألمان، نقل معظم مخزون المنجم إلى مخزن في جزيرة ستاتن.
كانت الأبحاث البريطانية ولمدة 18 شهر متفوقة على الأبحاث الأمريكية حتى منتصف سنة 1942 م، حيث أصبح واضحًا أن الجهد الصناعي اللازم فوق قدرات الاقتصاد البريطاني في زمن الحرب.:204 في سبتمبر 1942 م، عُين الجنرال ليزلي غروفز لقيادة المشروع الأمريكي الذي أصبح يعرف بمشروع مانهاتن. كانت من أولى أعماله حصوله على الدعم لإعطاء الأولوية القصوى للمشتريات اللازمة للبرنامج، وشراء كل خام شينكولوبوي البالغ 1,250 طن. تدهور مشروع سبائك الأنابيب سريعًا بعد الجهود الأمريكية. وبعد توقيع روزفلت وتشرشل اتفاق كيبيك سنة 1943 م، دُمج المشروع في مشروع مانهاتن.

## من لوس ألاموس إلى هيروشيما

طريقتا بدء عمل التفاعل الانشطاري في القنابل.

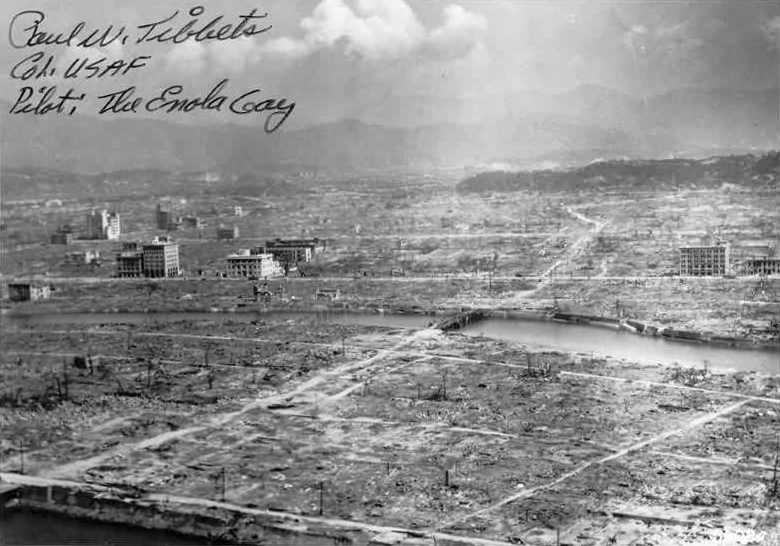
قتل الهجوم النووي على هيروشيما وناجازاكي عشرات الآلاف من اليابانيين العسكريين والمدنيين، ودمرت العديد من القواعد العسكرية ومستودعات الإمداد، بالإضافة إلى آلاف المصانع.

ضم مشروع مانهاتن فريقًا من العلماء بقيادة روبرت أوبنهايمر شمل بعض أفضل العقول حينئذ، منهم بعض المنفيين من أوروبا، بهدف إنتاج أجهزة انفجار عن طريق الانشطار قبل ألمانيا. تعاونت بريطانيا والولايات المتحدة وجمعا مواردهما ومعلوماتهما لصالح المشروع، ولكن دون أن إعلام حليفهم الاتحاد السوفيتي. شاركت الولايات المتحدة باستثمار غير مسبوق في هذا المشروع الذي كان في ذلك الوقت أكبر المشاريع الصناعية على الإطلاق، وتعددت مواقعه لتشمل أكثر من 30 موقعًا في الولايات المتحدة وكندا. أما تطوير البحث العلمي فتركّز في مختبر سري في لوس ألاموس.
لكي يعمل السلاح الانشطاري، لا بد من تواجد كمية كافية من المادة الانشطارية لدعم التفاعل المتسلسل، تسمى «كتلة حرجة» ، إذ أن كثير من النيوترونات يتسرب خارج كمية اليورايوم ولا يشارك في التفاعل. لفصل نظير اليورانيوم-235 القابل للانشطار عن يورانيوم-238 غير القابل للانشطار، هناك طريقتان اعتمدتا على فكرة أن يورانيوم-238 كتلته الذرية أكبر من كتلة يورانيوم-235 الذرية، وهما طريقتي فصل النظائر والانتشار الغازي. كانت عملية الإنتاج وفصل النظير النادر تتم في موقع سري في أوك ريدج. حينئذ، كان مصنع K-25 أكبر مصنع في العالم يغطيه سقف واحد. عمل في ذلك الموقع في ذروته عشرات الآلاف من الناس دون أن يدري معظم ما طبيعة العمل الذي يؤدونه. وعلى الرغم من أن يورانيوم-238 لا يمكن استخدامه لبدء تفاعلات القنبلة الذرية، إلا أنه عندما يمتص نيوترون، فإنه يتحول إلى يورانيوم-239 الذي يضمحل إلى نبتونيوم-239، ثم يستقر نهائيًا في صورة بلوتونيوم-239، وهو العنصر الذي لا يتواجد في الطبيعة، ولكنه قابل للانشطار مثل يورانيوم-235. وبعد نجاح فيرمي في عمل أول تفاعل نووي متسلسل أمكن التحكم فيه في معمل شيكاغو بايل -1، أنشأت مفاعلات عملاقة سريًا في موقع هانفورد لتحويل يورانيوم-238 إلى بلوتونيوم لاستخدامه في القنابل. كانت أبسط صور الأسلحة النووية في صورة «مسدس انشطاري» به كتلتين دون-حرجتين من يورانيوم-235، يدفعان تجاه بعضهما البعض ليتحولا إلى كتلة حرجة مثالية لبدء التفاعل المتسلسل، ويحدث الانفجار غير المتحكم فيه. استخدمت تلك الفكرة في قنبلتي الولد الصغير (يورانيوم) والرجل النحيف (بلوتونيوم)، بينما استخدمت تقنية قنبلة سحق البلوتونيوم في قنبلة الرجل البدين. وفي بداية سنة 1943 م، قرر أوبنهايمر مواصلة العمل في مشروعي الرجل النحيف (مسدس البلوتونيوم) والرجل البدين (سحق البلوتونيوم). حظي المشروع الأول بالجهود البحثية الأكبر، نظرًا لأنه كان الأكثر غموضًا في بعض جوانبه. وفي ديسمبر 1943 م، وصل فريق بريطاني به 19 عالمًا إلى لوس ألاموس، وعُيِّن هانز بيته رئيسًا لقسم الأبحاث النظرية.
في أبريل 1944 م، وجد إميليو سيغري أن بلوتونيوم-239 الناتج من مفاعلات هانفورد به نسبة عالية من النيوترونات، وأنه لم يحدث انشطار تلقائي إلا على مستوى محدود بسبب وجود شوائب بلوتونيوم-240 غير المتوقع تواجدها. إذا تم استخدام هذا البلوتونيوم في نموذج المدفع الانشطاري، فإن التفاعل المتسلسل سيبدأ قبل تجميع الكتلة الحرجة، وستدمر السلاح قبل موعده، فسينخفض تأثيره المتوقع. وبالتالي، أعطي تطوير قنبلة الرجل البدين الأولوية. استخدمت المتفجرات الكيميائية لسحق كرة دون-حرجة من البلوتونيوم، وبالتالي زيادة كثافته وجعله كتلة حرجة. واجهت تلك العملية بعض الصعوبات التي تتمحور حول كيفية جعل تأثير المتفجرات الكيميائية في صورة موجة صدمة منتظمة تمامًا على كرة البلوتونيوم؛ حيث إذا لم تكن منتظمة ولو بقدر قليل، فإن طاقة السلاح ستتبدد. تم حل هذه المشكلة عن طريق استخدام عدسات تفجير التي تركز الموجات الانفجارية نحو الكرة المنسحقة، بطريقة تُشابه الطريقة التي تركز بها العدسة البصرية أشعة الضوء.

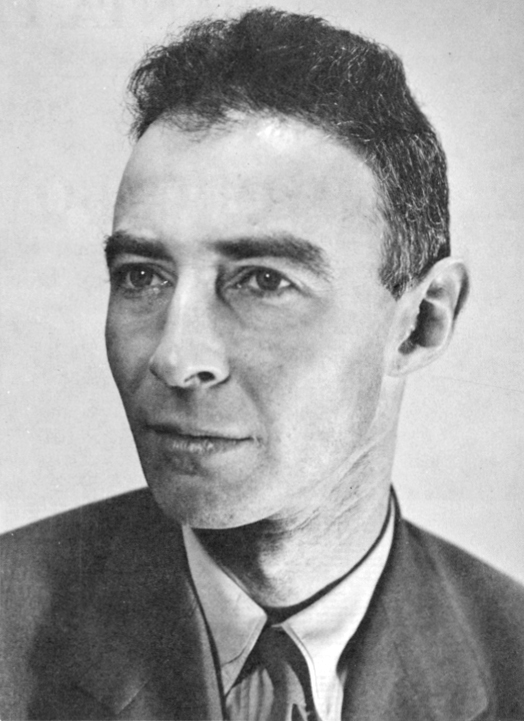
قاد الفيزيائي روبرت أوبنهايمر جهود الحلفاء في مختبر لوس ألاموس الوطني.

بعد إنزال نورماندي، أمر الجنرال غروفز ببدء مهمة ألسوس للانتشار غربًا في أوروبا لتقدير حالة البرنامج النووي الألماني (ولمنع الانتشار السوفيتي غربًا لكي لا يمتلكوا أي مواد أو يأسروا أحدًا من علماء البرنامج). وتوصلوا إلى نتيجة أنه بالرغم من تأسيس البرنامج الألماني تحت رئاسة فيرنر هايزنبيرغ، إلا أن الحكومة الألمانية لم تقدم الدعم الكافي للمشروع، وأنهم بعيدون عن النجاح. زعم بعض المؤرخين أنه وُجد مخطط تقريبي لقنبلة نووية نازية، وأنه في مارس 1945 م، توصل فريق علمي ألماني بقيادة الفيزيائي كرت ديبنر إلى تطوير جهاز نووي بدائي في أوردروف، تورينغن، وأنه قد أجريت أبحاث أخرى في مفاعل نووي تجريبي في هايغرلوخ.
في 12 أبريل 1945 م، توفي روزفلت، واستلم نائبه هاري ترومان الرئاسة. وفي الوقت الذي استسلم فيه الألمان في 8 مايو 1945 م، كان مشروع مانهاتن ما زال بعيدًا عن إنتاج قنبلة صالحة للاستخدام. ونظرًا للصعوبات التي واجهت قنبلة البلوتونيوم، تقرر عمل تجربة للسلاح. في 16 يوليو 1945 م، أجري أول اختبار لسلاح نووي في الصحراء في شمال ألاموغوردو، نيومكسيكو، تحت اسم حركي «ترينيتي». كان الاختبار لجهاز من نوع سحق البلوتونيوم، ونتج عنه إطلاق لطاقة تعادل 19 مكافئ TNT، وهي أقوى من أي سلاح استخدم من قبل. وسريعًا، أرسلت نتائج نجاح الاختبار إلى ترومان وهو في مؤتمر بوتسدام، حيث أعلم تشرشل وستالين عن نجاح السلاح الجديد. وفي 26 يوليو، خُيّرت اليابان في إعلان بوتسدام إما الاستسلام أو الدمار الشامل، دون ذكر السلاح النووي. أمر ترومان بإسقاط القنابل على المدن اليابانية لإرسال رسالة قوية تُغني عن عملية الاجتياح البري للجزر اليابانية. كانت لجنة في لوس ألاموس برئاسة أوبنهايمر قد أوصت باستخدام القنابل على مدن كيوتو وهيروشيما ويوكوهاما وكوكورا كأهداف محتملة للقصف. ولكن نظرًا لوضع مدينة كيوتو التراثي، استبدلت بمدينة ناجازاكي. وفي 6 أغسطس 1945 م، ألقيت قنبلة الولد الصغير على هيروشيما، وبعد ثلاثة أيام، ألقيت قنبلة الرجل البدين على ناجازاكي. وحتى اليوم، لم تُستخدم أي قنابل نووية في القتال منذ ذاك الحين. قتل الهجوم النووي على هيروشيما وناجازاكي على الأقل 100,000 ياباني مدني وعسكري، بتأثيرات الحرارة والإشعاع والانفجار. إضافة إلى عشرات الآلاف الذين توفوا بعد ذلك نتيجة متلازمة الإشعاع الحادة وأمراض السرطان التي سببها الإشعاع. هدد ترومان بأمطار من الدمار إن لم تستسلم اليابان لتوّها. مما دفع الإمبراطور هيروهيتو لإعلان استسلام اليابان في 15 أغسطس.

## مشروع القنبلة الذرية السوفيتي
لم يدعُ الحلفاء الغربيون الاتحاد السوفيتي للمشاركة في تطوير السلاح الجديد. خلال الحرب، وصلت للسوفييت معلومات من جواسيس متطوعين مشاركين في مشروع مانهاتن حول المشروع، إضافة إلى مراقبة الفيزيائي النووي السوفيتي إيجور خرشاتوف بعناية لأسلحة الحلفاء. لذا، لم يتفاجأ ستالين حين أخبره ترومان في مؤتمر بوتسدام أنه يمتلك سلاحًا جديدًا قويًّا. مما جعل ترومان يُصدم بعدم اهتمام ستالين. كان جواسيس السوفييت في المشروع من المتطوعين، ولم يكن منهم أحدًا من المواطنين السوفييت. كان كلاوس فوكس أبرز هؤلاء الجواسيس، وهو عالم فيزياء نظرية ألماني مهاجر شارك قديمًا في البرنامج النووي البريطاني، وكان ضمن البعثة البريطانية إلى لوس ألاموس. كان كلاوس من المشاركين بفعالية في إنتاج السلاح الجديد، ونقل تجربة ترينيتي إلى السوفييت. أما جواسيس لوس ألاموس الذين لا يعرف بعضهم البعض، كان منهم تيودور هال وديفيد غرينغلاس. جمع السوفييت المعلومات، ولكنهم لم يستفيدوا منها بجدّية لانشغالهم بالقتال في أوروبا.
في السنوات التي تلت الحرب، أصبحت قضية من له أحقية امتلاك الأسلحة النووية مثار اهتمام دولي. ونادى معظم العلماء الذين شاركوا في صنع القنبلة في لوس ألاموس إلى المراقبة الدولية للطاقة الذرية، سواء عن طريق منظمات دولية أو بتشارك المعلومات بين القوى العظمى، ولكن لانعدام الثقة في نوايا الاتحاد السوفيتي، عمل صناع القرار الأمريكيون على تأمين احتكار السلاح النووي الأمريكي. دعا برنارد باروخ في هيئة الأمم المتحدة الناشئة للتحكم الدولي في السلاح النووي، ولكن كان من الواضح للأمريكيين والسوفيت أنها محاولة لتقويض جهود السوفييت في هذا المجال. اعترض السوفييت على خطة باروخ، لتنهي بذلك أي مفاوضات فيما بعد الحرب مباشرة في مجال الطاقة الذرية، وقامت بمبادرات في سبيل حظر استخدام الأسلحة النووية بشكل عام. وضع السوفييت كل ثقلهم صناعيًا لتطوير أسلحتهم النووية الخاصة. كانت المشكلة الأولية متمثلة في الموارد، فليس هناك مناجم لليورانيوم في الاتحاد السوفياتي، كما أن الولايات المتحدة كانت قد عقدت صفقات لاحتكار أكبر وأنقى احتياطي يورانيوم معروف في الكونغو البلجيكية. لذا، لجأوا للتنقيب عنه في تشيكوسلوفاكيا التي أصبحت تحت سيطرتهم. كما بحثوا عنه في مناجم محلية تم العثور على احتياطات منه فيها بعدئذ. وبعد يومين من إلقاء القنبلة على ناجازاكي، أصدرت الولايات المتحدة تأريخًا تقنيًا رسميًا لمشروع مانهاتن من تأليف الفيزيائي هنري ديوولف سميث عُرف باسم «تقرير سميث»، كان هدفه تلخيص حجم المجهود والمنشآت المستثمرة في هذا المجال، كجزء من تبرير النفقات في زمن الحرب للرأي العام الأمريكي. استخدم لافرينتي بيريا المشرف على المشروع السوفيتي هذا التقرير كمخطط، وضاعف الجهود لإدراك ما وصل إليه الأمريكيون. استخدم السوفييت «المدن السرية» لتنفيذ منشآت كالتي في هانفورد وأوك ريدج، والتي اختفت من الخرائط حرفيًا للعقود التالية.
اتخذ السوفيت من ساروف موقعًا رئيسيًا يضاهي لوس ألموس الأمريكية، وتولى الفيزيائي يولي خاريتون قيادة الجهود العلمية لتطوير السلاح. وزّع بيريا علماءه بعناية كما فعل مع جواسيسه. عيّن بيريا عدة فرق من العلماء للقيام بنفس المهمات دون أن يعرف أي منهم وجود الآخرين. وإذا اختلفت نتائجهم، كان يجمعهم سويًا ليتناقشوا. كما استخدم معلومات الجواسيس كوسيلة للتحقق من صحة النتائج، بل ورفض بعض التصميمات الناجحة لأنه كان يهدف أن يصل إلى تصميم يفوق تصميم الأمريكيين قوة يتضاءل معها إنجاز الأمريكيين. كافح العلماء السوفييت أمام قيادة هذا المسؤول العنيد والجاهل علميًا. وفي 29 أغسطس 1949، أثمرت جهودهم عندما اختبر الاتحاد السوفياتي أول قنبلة ذرية له، أطلق عليها اسم «إر ده إس - 1» في زمن قياسي فاق تقديرات الأمريكيين. أعلن الأمريكيون خبر القنبلة السوفيتية الأولى للعالم بعد أن رصدوا التهاطل النووي في سيميبالاتينسك. وبعد أن فقد الأمريكيون احتكارهم للأسلحة النووية بدأت سياسة العين بالعين في سباق التسلح النووي. تباينت ردود الأفعال في الولايات المتحدة بين التوجس والخوف والتضحية بكباش الفداء، التي انتهت بالتأسيس للمكائد المكارثية. مما دفع ترومان إلى إعلان قرار ببدء برنامج عاجل لتطوير سلاح أقوى بكثير من ذلك الذي استخدمته الولايات المتحدة ضد اليابان، وهو القنبلة الهيدروجينية.

## الجهود الأمريكية بعد الحرب العالمية الثانية
في سنة 1946 م، أسس الأمريكيون هيئة الطاقة الذرية الأمريكية المدنية لتتولى تطوير الأسلحة النووية بدلاً من القيادة العسكرية، ولتطوّر استخدامات الطاقة النووية. وظّفت الهيئة العديد من الشركات الخاصة لتشغيل اليورانيوم والثوريوم، وفي المهام العسكرية العاجلة لتطوير القنابل. كانت تدابير السلامة في العديد من تلك الشركات متراخية للغاية، وتعرّض العاملون أحيانًا إلى مستويات إشعاع أعلى بكثير من المسموح به آنذاك أو حتى الآن. في سنة 1974 م، تولى فيلق القوات البرية الأمريكي الهندسي تطهير المواقع المستغلة سابقًا من التلوث الإشعاعي الذي خلفته هذه العمليات.

## القنابل الهيدروجينية الأولى

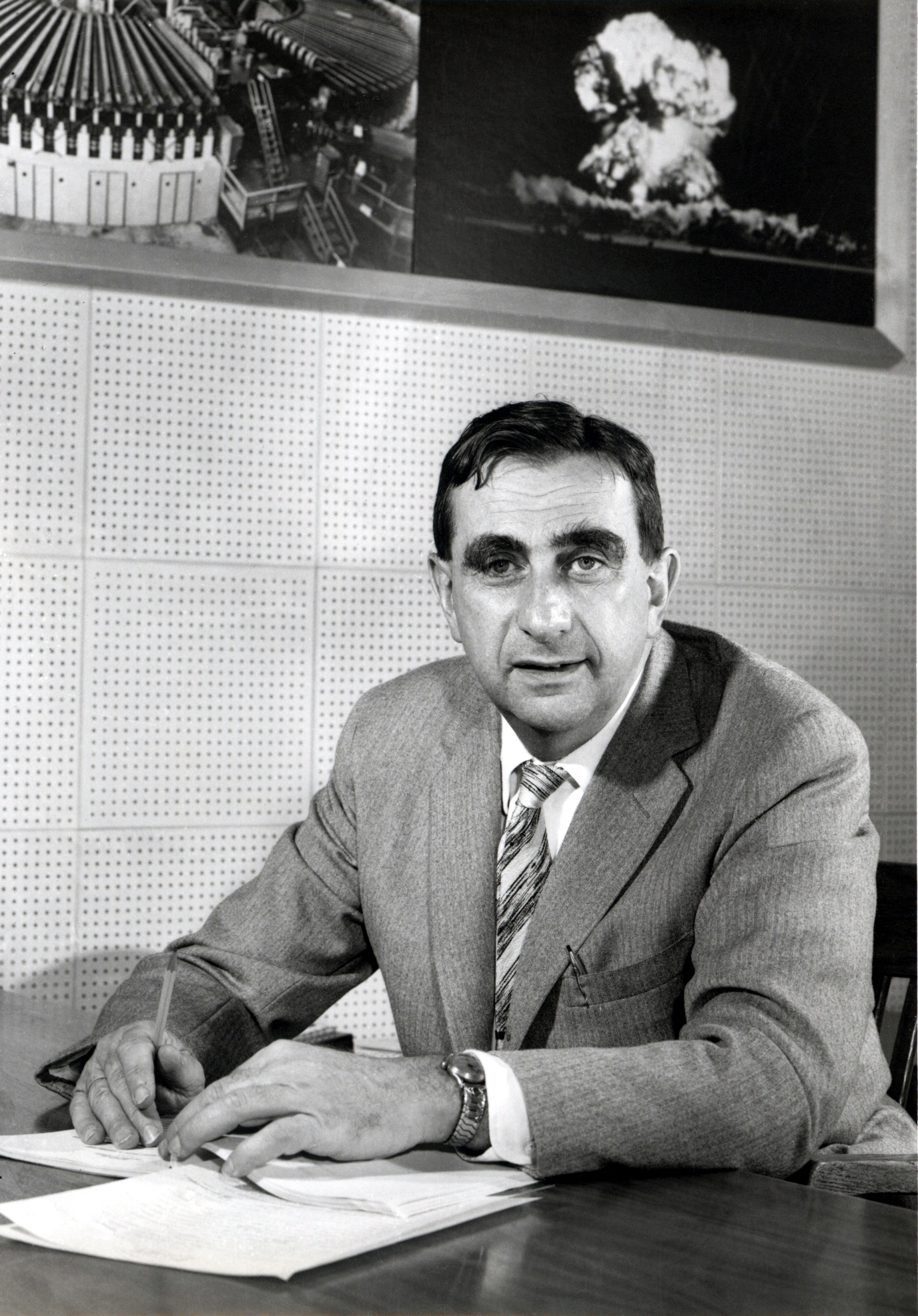
الفيزيائي المجري إدوارد تيلر أمضى سنوات وهو يحاول اكتشاف طريقة لصناعة قنبلة انشطارية.

ترجع فكرة استخدام سلاح انشطاري لبدء عملية الاندماج النووي إلى سنة 1942. ففي المؤتمر النظري الرئيسي الأول لمناقشة تطوير القنبلة الذرية الذي نظّمه روبرت أوبنهايمر في جامعة كاليفورنيا، وجّه المشارك إدوارد تيلر الجانب الأكبر من النقاشات لتكون حول فكرة قنبلة إنريكو فيرمي الضخمة التي تستخدم نفس التفاعلات التي تحدث في الشمس نفسها. وقتئذ، كان يُعتقد أن تطوير سلاح انشطاري سيكون أمرًا بسيطًا للغاية، وأنه ربما يمكن استخدامه في القنبلة الهيدروجينية، وسيتم إنجازه قبل نهاية الحرب العالمية الثانية. ومع ذلك، كانت مسألة صناعة قنبلة ذرية عادية مسألة كبيرة بما فيه الكفاية لتشغل العلماء على مدى السنوات القليلة التالية، ناهيك عن صناعة القنبلة العملاقة. مما دفع تيلر لمواصلة جهوده وحده، على عكس رغبة قادة المشروع أوبنهايمر وهانز بيته. وبعد إلقاء القنبلتين الذريتين على اليابان، عارض الكثير من علماء مختبر لوس ألاموس الوطني فكرة صناعة سلاح أقوى آلاف المرات من القنابل الذرية الأولى. كان المعارضة ذات شقين، الأول فني وهو أن تصميم السلاح لا يزال غير مؤكد تمامًا وغير قابل للتطبيق؛ والآخر معنوي أن سلاحًا كهذا يمكن استخدامه فقط ضد عدد كبير من المدنيين، وبالتالي يمكن أن يستخدم فقط كسلاح للإبادة الجماعية. عارض بيته تطوير السلاح لأنه سيكون ذريعة للاتحاد السوفيتي لتطوير مثله، بينما أيد تيلر ولورانس وألفاريز الفكرة، وقالوا بأن هذا التطوير لا مفر منه.
وقف أوبنهايمر الذي أصبح رئيسًا للجنة الاستشارية العامة في هيئة الطاقة الذرية الأمريكية ضد المشروع. كانت أسبابه حينها أن تقنية السلاح غير منتشرة، ولاعتقاده أن الولايات المتحدة يجب أن توجه تركيزها لصناعة أسلحة انشطارية أكبر بدلاً من تطوير هذه القنابل العملاقة. في النهاية، اتخذ ترومان القرار الأخير بالموافقة بعد نجاح تجربة السوفيت النووية الأولى سنة 1949 م. في 31 يناير 1950 م، أعلن ترومان بدء برنامج عاجل لتطوير القنبلة الهيدروجينية. وقتئذ، لم تكن الآلية التي تعمل بها القنبلة قد اكتشفت، إلى أن اكتشف عالم الرياضيات في لوس ألاموس ستانيسلو أولام أن القنبلة الانشطارية ووقود الانصهار قد يتواجدا في أجزاء منفصلة من القنبلة، وأن إشعاع القنبلة الانشطارية يمكنه ضغط الوقود المنصهر قبل اشتعاله. أعطى تيلر دفعة لتلك الفكرة، وعزز الانشطار باستخدام كمية صغيرة من وقود انصهار لزيادة فعالية القنبلة الانشطارية، لتأكيد انصهار عناصر الهيدروجين الثقيل قبل التحضير لتجربته الحقيقية الأولى متعددة المراحل للقنبلة الهيدروجينية. غيّر العديد من العلماء المعارضين للقنبلة الهيدوجينية رأيهم مثل أوبنهايمر وبيته، حيث وجدوا أن التطوير لا يمكن إيقافه.

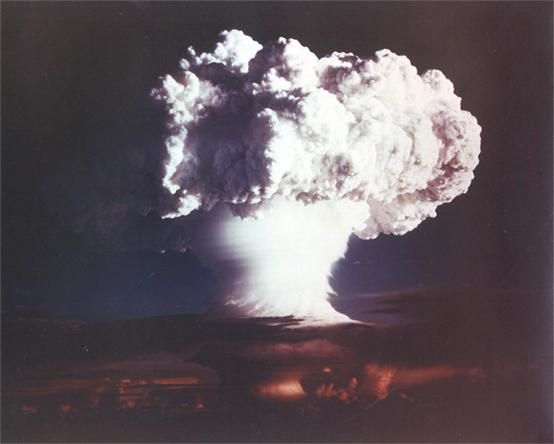
طلقة إيفي مايك التي افتتحت عصر القنابل الانصهارية سنة 1952 م.

اختبرت الولايات المتحدة أولى القنابل الانصهارية في «عملية آيفي» في الأول من نوفمبر 1952 م في إحدى جزر أرخبيل جزر مارشال تحت اسم حركي «إيفي مايك». استُخدم الديوتيريوم السائل في التجربة كوقود انصهاري، بالإضافة إلى قنبلة انشطارية كبيرة كبادئ للتفاعل. استخدم نموذج قنبلة في التجربة لا تصلح للاستخدام في الواقع حيث كان وزنها نحو 11 طن، ولا يمكن اسقاطها من طائرة. أما طاقتها الانفجارية فتعادل 10.4 مليون طن من TNT، وهو ما يفوق قنبلة ناجازاكي 450 مرة، بل واختفت الجزيرة نفسها، وخلّفت حفرة تحت الماء قطرها 1.9 كم، وعمقها 50 م. حاول ترومان في البداية التعتيم إعلاميًا على الاختبار؛ حتى لا تصبح مادة نقاش في الانتخابات الرئاسية المقبلة؛ ولكن في 7 يناير 1953، أعلن ترومان للعالم تطوير القنبلة الهيدروجينية بعد أن نما إلى علمه معرفة الصحافة بالأمر. ولكي لا يفوته السباق، فجّر الاتحاد السوفياتي أول قنبلة هيدروجينية له من تصميم الفيزيائي أندريه ساخاروف في 12 أغسطس 1953، والتي سببت قلق داخل الحكومة الأمريكية والجيش الأمريكي، لأنها على عكس التجربة الأمريكية، كانت قنبلة صالحة للاستخدام، وهو ما لم تكن الولايات المتحدة قد توصلت إليه بعد. ورغم المزاعم بأنها لم تكن قنبلة هيدروجينية حقيقية، وأن قوتها التفجيرية لا تتجاوز مئات الآلاف من الأطنان (لم تصل حتى إلى المليون)، إلا أنها كانت دعاية قوية للاتحاد السوفيتي.
في الأول من مارس 1954 م، جرّبت الولايات المتحدة سلاحها الهيدروجيني الأول الذي يعتمد على نظائر الليثيوم كوقود انصهاري، عرفت باسم قنبلة «القريدس» وتمت في حلقية بيكيني، جزر مارشال. كانت قوتها الانفجارية 15 مليون طن، أي ضعف ما كان مُقدّرًا لها. إلا أنها كانت واحدة من أسوأ الكوارث الإشعاعية في تاريخ الولايات المتحدة، حيث تسبب سوء تقدير قوتها وسوء الأحوال الجوية في تكوّن سحابة من الغبار النووي المشع غطّت مساحة قدرها 18,000 كم2. تعرّض 239 شخصًا من سكان الجزر، و29 أمريكيًا لكميات كافية من الإشعاع، أدت لرفع معدلات السرطان وتشوهات المواليد في السنوات التالية. كما أصيب طاقم قارب صيد ياباني خارج منطقة الإشعاع بحروق إشعاعية، وبُذلت جهود لاسترداد الأسماك الملوثة التي باعوها. مما جدّد المخاوف اليابانية حول مخاطر الإشعاع.

## الحظر الجزئي للتجارب النووية

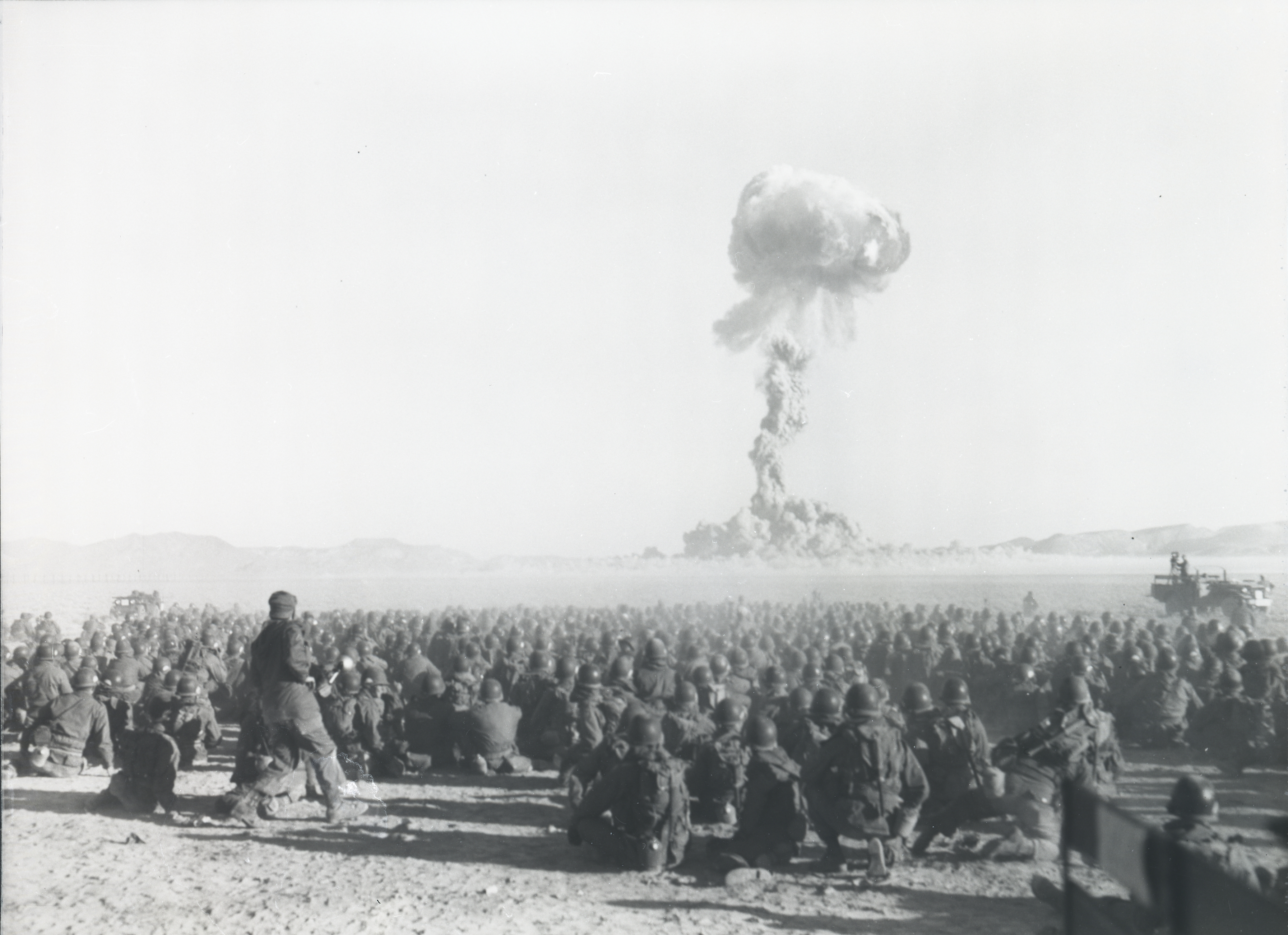
اختبار نوفمبر 1951 النووي في نيفادا بقوة 21 ألف طن، وهو أول تفجير في المجال النووي الأمريكية أجري على الأرض؛ القوات في الصورة على بعد 9.7 كم من الانفجار.

خلال الخمسينيات وبداية الستينيات، تناورت الولايات المتحدة والاتحاد السوفيتي وفق سياسة العين بالعين، لتمنع كل قوة منهما الأخرى من الاستئثار بالتفوق النووي. كان لذلك آثاره السياسية والثقافية واسعة النطاق خلال الحرب الباردة. ونظرًا للجوانب السلبية بالغة الخطورة للاختبارات النووية، أعلنت الولايات المتحدة والاتحاد السوفيتي والمملكة المتحدة (القوة النووية الجديدة) سنة 1958 م وقف مؤقت للاختبارات لأسباب سياسية وصحية، ولكن بحلول سنة 1961 م، كسر الاتحاد السوفياتي الوقف، باختبارهم قنبلتهم الأكبر على الإطلاق قنبلة القيصر في هيئتها المصغّرة في أكتوبر 1961 م بقوة 50 مليون طن، والتي سترتفع إلى 100 مليون طن في حالة استخدامها في هيئتها الكاملة. ورغم أن القنبلة لم تكن عملية للاستخدام العسكري، ولكن حرارتها كانت كافية لإحداث حروق على مسافة 100 كم. وإذا استخدمت في هيئتها الكاملة، فستتسبب في زيادة الغبار الذري على مستوى العالم بنسبة 25٪ مقارنة بنسبته سنة 1945 م. وفي سنة 1963 م، وقعت كل الدول النووية وعدد من الدول غير النووية معاهدة الحظر الجزئي للتجارب النووية التي حظرت إجراء التجارب على الأسلحة النووية في الغلاف الجوي أو تحت الماء أو في الفضاء الخارجي، ولكنها سمحت بالاختبارات تحت الأرض.

## تطور الأسلحة

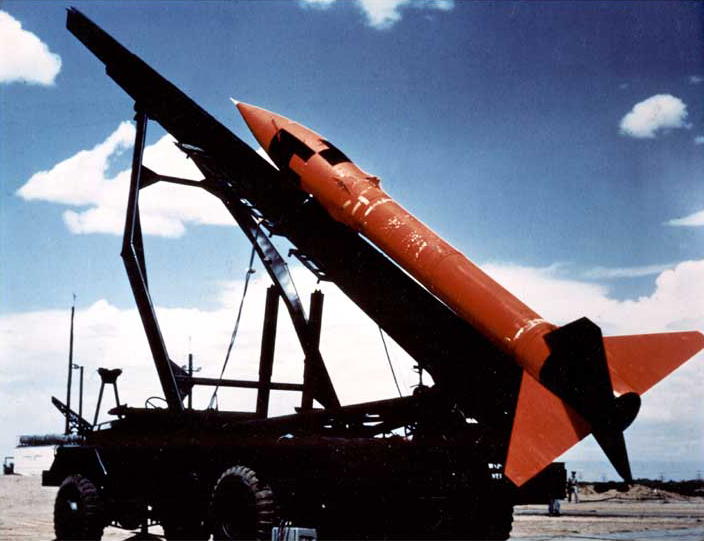
انعكس ظهور الصواريخ الحاملة للرؤوس النووية على الإستراتيجيات وتقدم التقنيات النووية.

في سنة 1953 م، نشرت الولايات المتحدة صواريخ «MGR-1 Honest John» التي لها القدرة على حمل للرؤوس النووية، ولكنها كانت قصيرة المدى (حوالي 20 كم فقط)، وتسبب ضعف الدمار الذي سببته القنابل الانشطارية الأولى، أي أنها لا يمكن استخدامها إلا في مواقف عسكرية محددة. بالتالي، لا يمكن لتلك الصواريخ تهديد موسكو، ولكن يمكن استخدامها كأسلحة نووية تكتيكية فقط. وقتئذ، اعتمدت الأسلحة النووية الإستراتيجية التي يمكنها تهديد بلد بأكمله على القاذفات بعيدة المدى التي يمكن أن تصل إلى عمق أراضي العدو. أدى ذلك إلى تأسيس الولايات المتحدة للقيادة الجوية الإستراتيجية سنة 1946 م تحت قيادة الجنرال كورتيس ليماي الذي قاد من قبل الغارات الجوية على اليابان خلال الحرب العالمية الثانية. غيّرت تلك الإمكانيات التقنية التفكير العسكري السابق إلى حد بعيد. ونظرًا لكون الدمار الذي ستسببه الحرب النووية سيكون مروّعًا، أعاد أطراف الصراع التفكير في فعالية استخدام الأسلحة النووية ضد أهداف العدو، وعواقب رد العدو على مدنه ومنشآته فيما عُرف بـ «الدمار المؤكد المتبادل». لذا، اتجه التفكير إلى الضربة العسكرية التي ستسبب دمارًا شاملًا للعدو، وتحرمه من القدرة على الرد. كما شجع ذلك على سياسة تطوير نظم الإنذار المبكر الأولى، وتوسيع مداها إلى الآف الكيلومترات نظرًا لسرعة الضربة خاصة إذا كانت من خلال الصواريخ، لإعطاء بعض الوقت لوسائل الرد الدفاعية. مما دعا الولايات المتحدة إلى التمويل الضخم لتطوير نظام يمكنه تتبع واعتراض قاذفات العدو باستخدام محطات رادار يتم التحكم فيها عن بعد، وهو أول نظام حوسبي يستخدم أنظمة التضميم وأجهزة العرض، وهو السلف لأجهزة الحاسوب الحديثة.

## ظهور الحركة المناهضة للأسلحة النووية

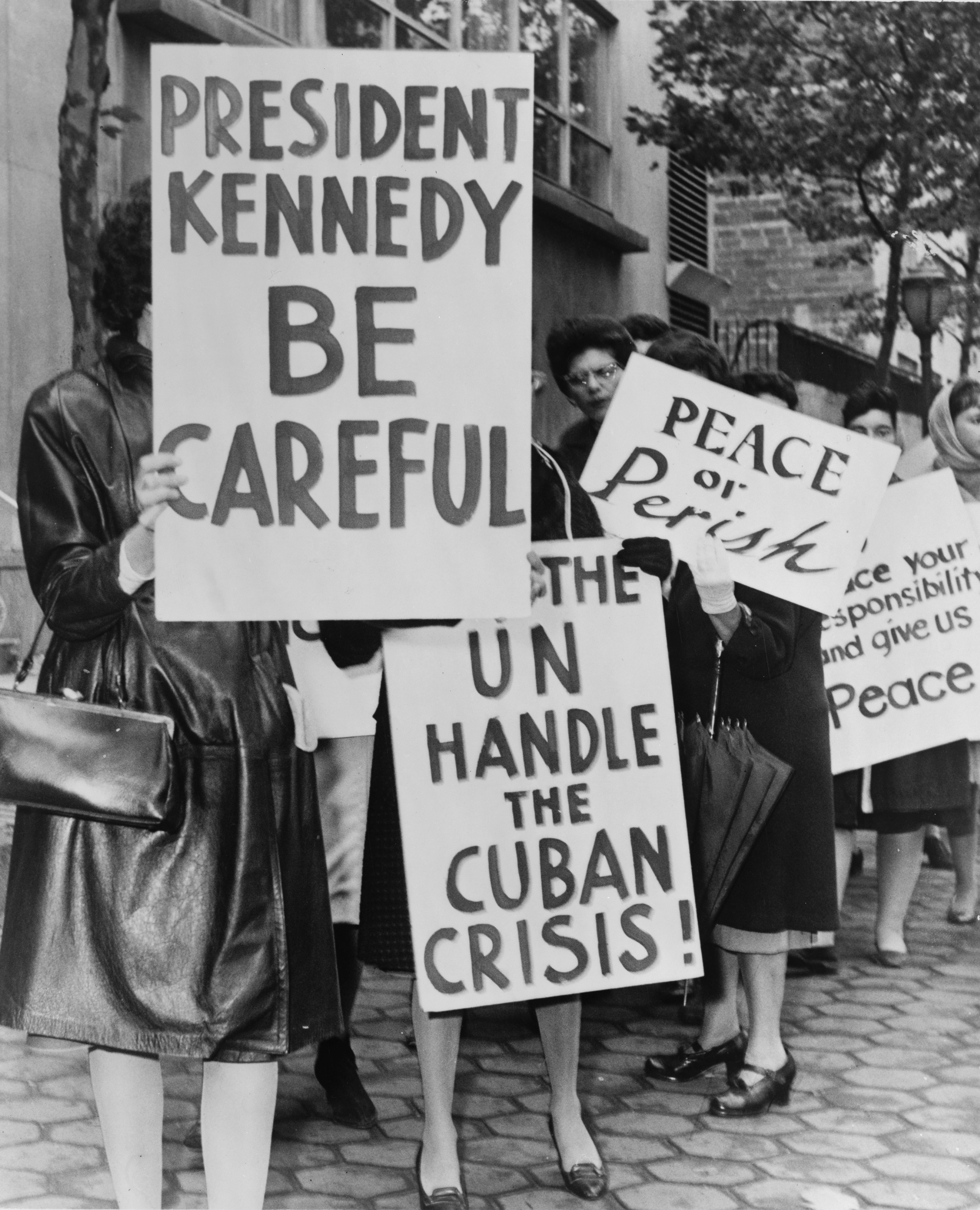
مشاركات من منظمة إضراب النساء من أجل السلام خلال أزمة الصواريخ الكوبية.

ألقت الولايات المتحدة القنبلتين الذريتين على هيروشيما وناجازاكي في نهاية الحرب العالمية الثانية مباشرة بعد إجرائها التجربة النووية «ترينيتي» سنة 1945 م، وبدأتها بإلقاء قنبلة الولد الصغير على مدينة هيروشيما اليابانية في 6 أغسطس 1945 م. كانت القوة الانفجارية للقنبلة تعادل 12,500 طن من مادة TNT، ودمر الانفجار والموجة الحرارية للقنبلة ما يقرب من 50,000 مبني، وقتل ما يقرب من 75,000 شخص. منذ تلك اللحظة، بدأ مخزون الأسلحة النووية في العالم يتصاعد. كانت عملية تقاطع الطرق مجموعة من اختبارات الأسلحة النووية التي أجرتها الولايات المتحدة في حلقية بيكيني في المحيط الهادئ في صيف سنة 1946 م. كان الهدف منها اختبار تأثير القنابل على القطع الحربية البحرية. من أجل ذلك، نُقل سكان الحلقية من جزرهم إلى جزر أصغر غير مأهولة لا توجد فيها مقومات المعيشة.
ناقش قادة الولايات المتحدة تأثير الأسلحة النووية على السياسة الداخلية والخارجية، شارك المجتمع العلمي في النقاش حول سياسة الأسلحة النووية، من خلال الجمعيات المهنية مثل اتحاد علماء الذرة وفي مؤتمر باجواش للعلوم والشؤون الدولية. أثيرت مسألة الغبار النووي للمرة الأولى سنة 1954 م، بعدما تسبب اختبار لقنبلة هيدروجينية في تلوث طاقم قارب صيد ياباني نوويًا. توفي أحد هؤلاء الصيادين بعد 7 أشهر، فسبب الحادث قلقًا واسع النطاق في جميع أنحاء العالم وأعطى دفعة حاسمة لظهور الحركة المناهضة للأسلحة النووية في العديد من البلدان. نمت تلك الحركة سريعًا، لاعتقاد الكثيرين أن القنبلة الذرية ستقود المجتمع إلى أسوأ الطرق. اتحدت حركات السلام في اليابان، وفي سنة 1954 م، وشكّلوا «المجلس الياباني ضد القنابل الذرية والهيدروجينية». انتشرت المعارضة اليابانية لتجارب الأسلحة النووية في المحيط الهادئ على نطاق واسع، وجمعوا ما يقدر بنحو 35 مليون توقيع على عرائض تدعو إلى فرض حظر على الأسلحة النووية. كما صدر في لندن بيان راسل-أينشتاين في 9 يوليو 1955 م الذي كتبه بيرتراند راسل في خضم الحرب الباردة، موضّحًا فيه مخاطر الأسلحة النووية، ودعا قادة العالم لاستخدام الحلول السلمية في الصراعات الدولية. وقّع على البيان أحد عشر عالمًا مرموقًا من بينهم ألبرت أينشتاين الذي وقع عليه قبل وفاته بأيام. وبعد أيام، عرض الثري سيروس إيتون تمويل مؤتمر في مسقط رأسه باغواش لمناقشة البيان، والذي عقد في يوليو 1957 م.
في بريطانيا، نُظمت حملة نزع السلاح النووي مسيرة في عيد القيامة سنة 1958 م، شارك فيها بضعة آلاف لمدة أربعة أيام بدأت من ميدان ترفلغار في لندن إلى مقر مؤسسة أبحاث الأسلحة النووية في الدرمستون في باركشير لإبداء معارضتهم للأسلحة النووية. استمرت مسيرات الدرمستون حتى نهاية الستينات بمشاركة عشرات الآلاف. في سنة 1959 م، بدأت رسالة أرسلت إلى «منشورات العلماء الذريين» حملة ناجحة لمنع لجنة الطاقة الذرية من إغراق المخلفات الإشعاعية في البحر على بعد 19 كم من بوسطن. في 1 نوفمبر 1961 م في ذروة الحرب الباردة، شاركت 50,000 امرأة من منظمة إضراب النساء من أجل السلام في مسيرات في 60 مدينة في الولايات المتحدة للتظاهر ضد الأسلحة النووية في أكبر مسيرات سلمية نسائية في القرن العشرين.
في سنة 1958 م، قدّم لينوس بولينغ وزوجته للأمم المتحدة عريضة وقعها أكثر من 11,000 عالم للدعوة لوضع حد للتجارب النووية. كما أثبت مسح أسنان الأطفال الذي أجرته الدكتورة لويز ريس سنة 1961 م بشكل قاطع أن التجارب النووية فوق الأرض تشكل مخاطر كبيرة على الصحة العامة في شكل غبار مشع ينتشر في المقام الأول عن طريق حليب الأبقار التي ابتلعت عشب ملوث. أدى الضغط الشعبي ونتائج الأبحاث لاحقًا إلى وقف تجارب الأسلحة النووية فوق سطح الأرض، ثم وقع جون كينيدي ونيكيتا خروتشوف معاهدة الحظر الجزئي للتجارب النووية سنة 1963 م.

## أزمة الصواريخ الكوبية

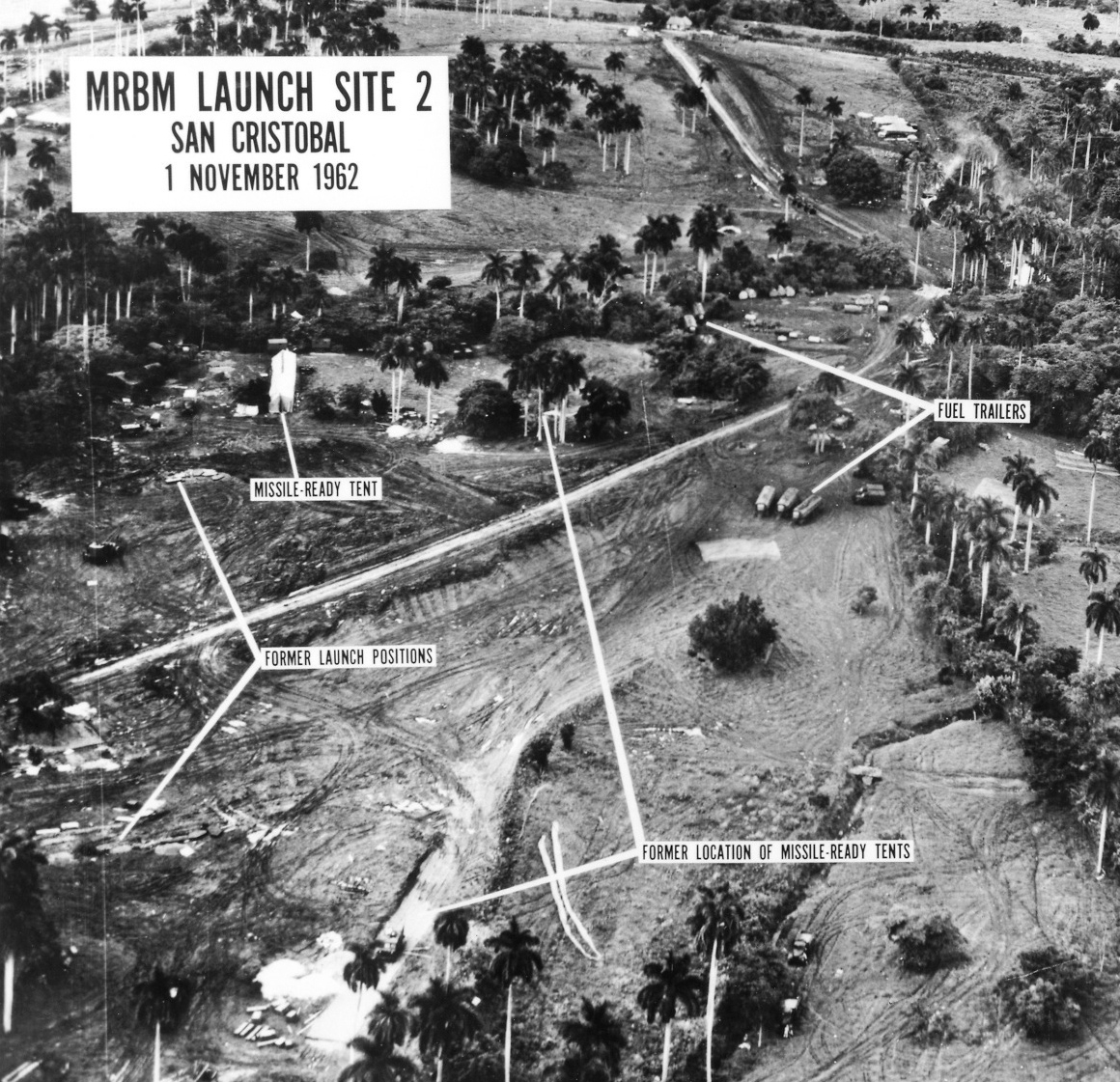
صور التقطتها طائرة لوكهيد يو-2 تثبت نشر الاتحاد السوفيتي لصواريخ نووية في جزيرة كوبا في سنة 1962 م، في بداية أزمة الصواريخ الكوبية.

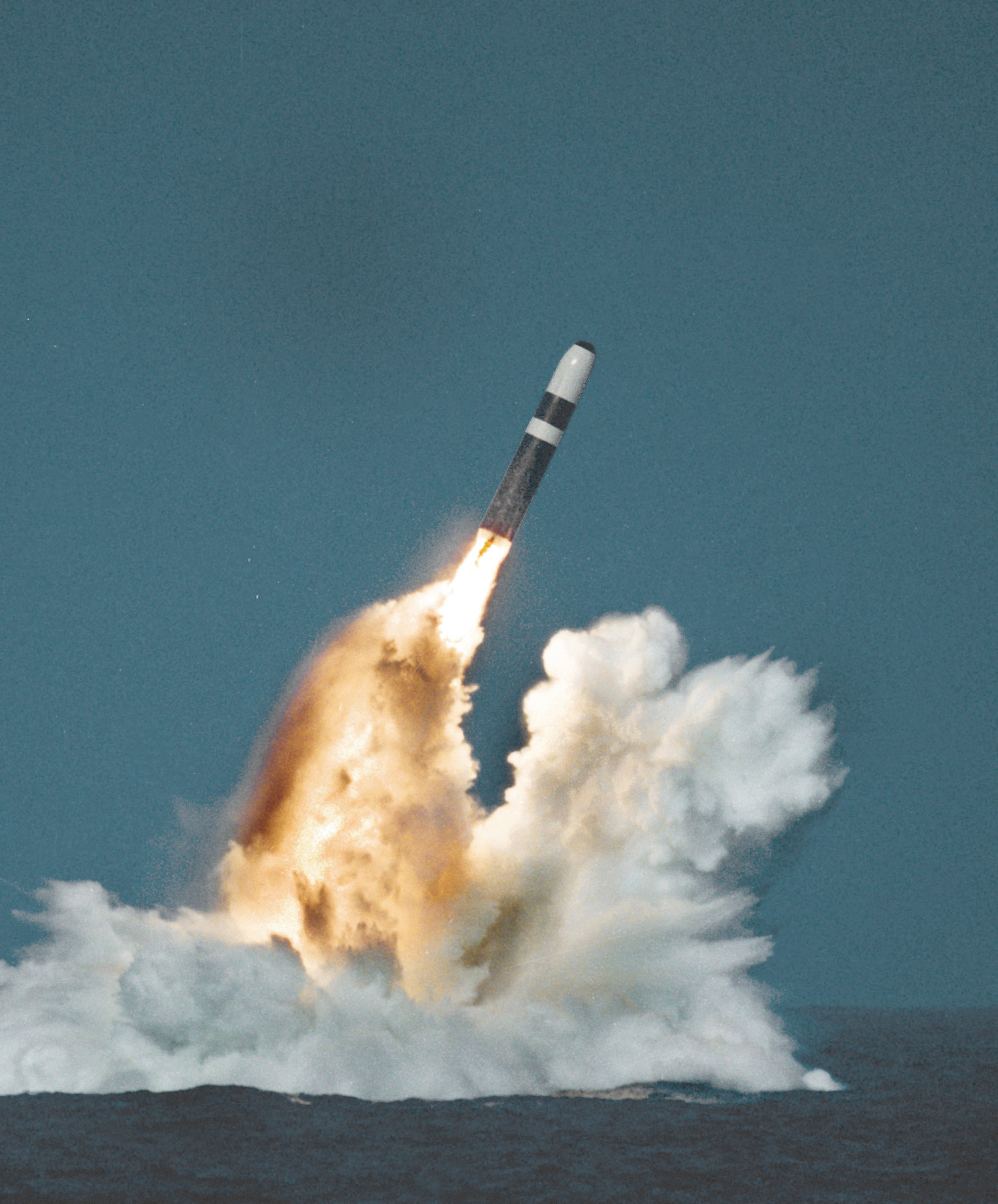
صورة لغواصة قادرة على إطلاق الصواريخ الباليستية متعددة الرؤوس جعلت الدفاع ضد أي هجوم نووي غير عملي.

لم تكن القاذفات والصواريخ قصيرة المدى فعَّالة. فالطائرات يمكن إسقاطها، والصواريخ النووية الأولى كانت ذات مدى قصير؛ على سبيل المثال الصواريخ السوفيتية الأولى لم تكن لتتجاوز في مداها أوروبا. ومع دخول الستينيات، استطاعت الولايات المتحدة والاتحاد السوفيتي تطوير الصواريخ الباليستية عابرة القارات، كما طوروا الغواصات التي تستطيع إطلاق الصواريخ الباليستية ذات المدى الأقل، ولكنها كان باستطاعتها ضرب أهدافها من مسافات قريبة دون أن تكتشفها الرادارات. وفقًا لتلك الحقائق العسكرية، أصبح الوضع السياسي غير المستقر. كما دفعت السياسة التنافسية بين الدولتين قادتهما إلى الاستعداد للمشاركة في حرب نووية بدلاً من منح الأفضلية للمنافس. وتحت المخاوف العامة من ذلك الصراع، تطورت برامج الدفاع المدني، وبنيت الملاجيء المضادة للأسلحة النووية لحماية المدنيين في حالة الحرب النووية، ولكن ذلك لم يهدّئ مخاوف العامة.
تأزم الموقف السياسي في أوائل سنة 1962 م، عندما استطاعت طائرة التجسس الأمريكية لوكهيد U-2 تصوير سلسلة من مواقع إطلاق صواريخ باليستية متوسطة المدى تحت الإنشاء على جزيرة كوبا قبالة سواحل جنوب الولايات المتحدة، لتبدأ بذلك ما أصبح معروفًا باسم أزمة الصواريخ الكوبية. استنتجت إدارة جون كينيدي أن الاتحاد السوفيتي يخطط لنشر صواريخ نووية سوفيتية في الجزيرة، التي كانت تحت سيطرة الشيوعي فيدل كاسترو. في 22 أكتوبر، أعلن كينيدي الأمر في خطاب تلفزيوني، وأعلن عن حصار بحري حول كوبا لمنع وصول الشحنات النووية السوفيتية، وحذر من أن الجيش مستعد لكل الاحتمالات. كان مدى الصواريخ 4,000 كم، مما يسمح للاتحاد السوفيتي بتدمير العديد من المدن الأمريكية الكبرى على الساحل الشرقي إذا اندلعت حرب نووية بسرعة. تناطح قادة البلدين، وبدا أن حربًا عالمية ثالثة ستندلع. كان الدافع وراء نشر موسكو لتلك الصواريخ حقيقة أن الولايات المتحدة قد نشرت صواريخ مماثلة في بريطانيا وإيطاليا وتركيا المجاورة للاتحاد السوفيتي. في 26 أكتوبر، أرسل خروتشوف رسالة إلى كينيدي يعرض فيها سحب جميع الصواريخ إذا وضع كينيدي سياسة تمنع الغزوات المستقبلية لكوبا. ثم تلتها رسالة في اليوم التالي تُطالب الولايات المتحدة إزالة قواعد صواريخها من تركيا قبل إزالة الصواريخ من كوبا. وفي اليوم نفسه، أُسقطت طائرة تجسس فوق كوبا، واعترضت الولايات المتحدة سفن تجارية سوفيتية في المنطقة العازلة بينهما. أعلن كينيدي قبول الصفقة الأولى علنًا، وأرسل شقيقه روبرت كينيدي إلى السفارة السوفيتية لقبول الصفقة الثانية سرًا. وأعلن خروتشوف أنه أمر بإزالة جميع الصواريخ في كوبا. تعد تلك الأزمة الحالة الأقرب لاندلاع حرب نووية. مما دفع الولايات المتحدة والاتحاد السوفيتي للحد من التوتر النووي في السنوات التالية مباشرة، فوقعا على معاهدة الحظر الجزئي في سنة 1963 م.
في ديسمبر 1979 م، قرر الناتو نشر صواريخ كروز في غرب أوروبا بعد نشر الاتحاد السوفيتي منصات صواريخ متحركة متوسطة المدى. وفي بداية الثمانينيات، تعالت التكهنات بمواجهة نووية وشيكة بين الولايات المتحدة والاتحاد السوفيتي. وفي 12 يونيو 1982 م في نيويورك، تظاهر نحو مليون شخص ضد الأسلحة النووية، ودعموا دعوة الأمم المتحدة الثانية لنزع السلاح. تزايد الدعوات لإلغاء الأسلحة النووية، وتظاهر العديدون أمام قاعدة الاختبارات النووية في نيفادا. وفي 6 فبراير 1987 م، تظاهر 2,000 متظاهر من بينهم ست أعضاء في الكونغرس ضد الاختبارات النووية، اعتُقل منهم 400 شخص. كانت هناك على الأقل أربعة إنذارات كاذبة كبرى آخرها سنة 1995 م، عندما تلفت إحدى رقائق أحد حواسيب الإنذار المبكر في قيادة دفاع الفضاء الجوي الأمريكية الشمالية، مما أعطى إنذار خاطئ بهجوم بالصواريخ. وفي حادثة أخرى، تراصت الشمس وقمر الإنذار المبكر السوفيتي والمجال الصاروخى الامريكى في حدث نادر سنة 1983 م، مما تسبب في اندلاع إنذار خاطيء. حدث آخر، عندما انطلق صاروخ أبحاث نرويجي بالخطأ، مما دفع الرئيس بوريس يلتسن لتفعيل الحقيبة النووية لأول مرة.

## تزايد أعضاء النادي النووي
في الخمسينيات والستينيات، انضم ثلاث أعضاء جدد للنادي النووي. كان البرنامج النووي البريطاني جزءًا من مشروع مانهاتن وفق اتفاقية كيبيك سنة 1943 م. ولكن بعد موافقة الكونغرس الأمريكي على قانون ماكماهون سنة 1946 م، انفصل البرنامج النووي البريطاني، وتوقف تبادل المعلومات النووية بين البلدين. رأت الحكومة البريطانية الجديدة بقيادة كليمنت أتلي أن وجود القنبلة البريطانية ضروري. وفي 26 فبراير 1952 م، أعلن رئيس الوزراء ونستون تشرشل امتلاك بريطانيا للقنبلة الذرية، وأجرت بريطانيا تجربتها النووية الناجحة في 3 أكتوبر 1952 م. في البداية، صممت القنبلة البريطانية لتُسقط من قاذفة قنابل، وتم تجربة ذلك بإسقاطها من طائرة فيكرز فالينت على منطقة مارالينغا في جنوب أستراليا في 11 أكتوبر 1956 م. ثم تم تطوير صاروخ الصلب الأزرق الذي تحمله القاذفات، ومن بعد ذلك تطوير صاروخ باليستي متوسط المدى. ثم عاد التعاون بين بريطانيا والولايات المتحدة نوويًا بعد توقيع اتفاقية الدفاع المشترك سنة 1958 م. فاشترت بريطانيا تصميم صواريخ الغواصات من الولايات المتحدة، وحمّلتها برؤوسها النووية الخاصة.
كان لدى فرنسا أيضًا أبحاثها المكثّفة قبل الحرب العالمية الثانية اعتمادًا على أعمال فردريك جوليو-كوري. لكنها لم تستمر بعد الحرب نظرًا لعدم استقرار الأوضاع في عهد الجمهورية الفرنسية الرابعة، ونقص مصادر التمويل المادي. ومع ذلك، بدأت فرنسا برنامجها المدني للأبحاث النووية، الذي أنتجت فيه البلوتونيوم كمنتج ثانوي. وفي سنة 1956 م، شكّلت فرنسا لجنة سرية للتطبيقات العسكرية للطاقة الذرية. وبعد عودة شارل ديغول لرئاسة فرنسا مجددًا سنة 1958 م، اتخذت فرنسا قرارها النهائي بصنع القنبلة، وأجرت اختبارها الناجح سنة 1960 م في جنوب الجزائر.
في سنة 1951 م، وقعت الصين والاتحاد السوفيتي اتفاقية تجعل الصين تورّد خام اليورانيوم للاتحاد السوفيتي مقابل مساعدة الأخير لها في صنع الأسلحة النووية. وفي سنة 1953 م، أسست الصين برنامجها البحثي، ودعمها الاتحاد السوفيتي بالأجهزة اللازمة إلى أن ساءت العلاقات بين البلدين. وفي 16 أكتوبر 1964 م، أجرت الصين اختبارًا نوويًا في بحيرة لوب نور (مشروع 596)، ثم أتبعوه باختبار صاروخ نووي في 25 أكتوبر 1966 م، واختبار قنبلة هيدروجينية في 14 يونيو 1967 م. كما نجحوا في صناعة الرؤوس النووية سنة 1968 م، ثم الرؤوس الهيدروجينية سنة 1974 م.

## الحرب الباردة

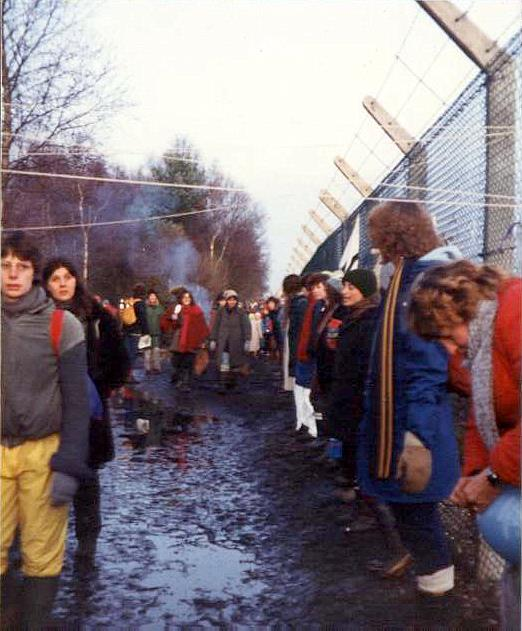
في 12 ديسمبر 1982 م، أحاطت 30,000 امرأة بإحدى القواعد الأمريكية للتظاهر ضد قرار تسليح القاعدة بصواريخ كروز.

بعد الحرب العالمية الثانية، منع توازن القوى بين الكتلتين الشرقية والغربية والمخاوف من الدمار العالمي اندلاع أي عمل عسكري باستخدام القنابل الذرية. كما أدت إلى توقيع معاهدة الصواريخ المضادة للباليستية بين الولايات المتحدة والاتحاد السوفيتي سنة 1972 م، ولكن ظل كل من الطرفين يحاول زيادة رؤوسه النووية حتى يكون في مقدوره التدمير الشامل لعدوه إن لزم الأمر.
اعتمدت أنظمة القصف في البداية على قاذفات القنابل مثل كونفير بي-36 وبي-52 ستراتوفورتريس. بينما اعتمدت أنظمة الصواريخ الباليستية على تصميمات فيرنر فون براون المستخدمة في الحرب العالمية الثانية، والتي نقلها العلماء الألمان إلى الولايات المتحدة والاتحاد السوفيتي على حد سواء. استخدمت تلك الأنظمة الصاروخية لإطلاق الأقمار الصناعية مثل سبوتنك-1، واستمر تطوير تلك الأنظمة خلال الحرب الباردة. في 27 يناير 1967 م، وقعت أكثر من 60 دولة على معاهدة الفضاء الخارجي لحظر الأسلحة النووية في الفضاء.
كان هناك عدد من الكوارث النووية مثل حادثة بالوماريس، وقد رصدت جمعية السلام الأخضر 40 حالة لفقدان أسلحة نووية غير أمريكية لم يتم استعادتها، بالإضافة إلى 11 حالة أمريكية، معظمها غواصات نووية غارقة. كان من بين تلك الحالات محاولة الولايات المتحدة استرداد سلاح نووي سوفيتي سنة 1974 باستخدام سفينة متخصصة للإنقاذ لرفع الغواصة السوفيتية. ولكن بعد تسربت أنباء حول هذه المحاولة، لم تأكد وكالة الاستخبارات المركزية الأمريكية الخبر أو تنفيه، ورفضت الخوض في الحديث عن تلك المعلومات الحساسة. ورغم انهيار الاتحاد السوفيتي سنة 1991 م، وانتهاء الحرب الباردة، إلا أن نهاية الحرب الباردة لم تضع حدًا للتهديد باستخدام السلاح النووي، إلا أن المخاوف العالمية من حرب نووية انخفضت إلى حد كبير.

## التكلفة
يعد تصميم واختبار وإنتاج ونشر القواعد والدفاع عن الأسلحة النووية من الأمور المُكلّفة للدول التي تستهدف امتلاك الأسلحة النووية. خلال سنوات الحرب الباردة، كانت نسبة إنفاق الولايات المتحدة على الأسلحة النووية وبنيتها التحتية تمثل ثُلث إلى رُبع إنفاقها العسكري. ووفقًا لدراسة مؤسسة بروكينغز التي أجرتها سنة 1998 م وبأثر رجعي لتقدير تكلفة الأسلحة النووية بمجموع إنفاق على الأسلحة النووية الأمريكية بين سنتي 1940-1998 م قدره 5.5 تريليون دولار بالقوة الشرائية لدولار سنة 1996 م. وهو رقم يعادل إجمالي الدين العام الأمريكي سنة 1998 م.

## العصر النووي الثاني
يبدأ العصر النووي الثاني بانتشار الأسلحة النووية بين قوى الصف الثاني، التي أنتجت أسلحتها بعيدًا عن التنافس الأمريكي السوفيتي-الصيني. بدأت الهند برنامجها مبكرًا لإنتاج أسلحة نووية، لكنه تسارع بعد الحرب الصينية-الهندية. أجرت الهند تجربتها النووية الأولى سنة 1974 م تحت اسم «بوذا المبتسم»، الذي وصفته بأنه انفجار نووي سلمي. وبعد الصدام مع باكستان في حرب تحرير بنغلاديش كنتيجة للحرب الباكستانية الهندية سنة 1971 م،
أطلق رئيس الوزراء الباكستاني ذو الفقار علي بوتو برنامجًا لأبحاث الأسلحة النووية. وفي سنة 1998 م، فاجأت باكستان العالم بإجرائها تجربتها النووية بعد تجربة شاكتي الهندية بأيام، مما أثار مخاوف من إمكانية استخدام البلدين للأسلحة النووية ضد بعضهما البعض.
تمتلك جنوب أفريقيا أيضًا برنامجًا نوويًا لتطوير أسلحة نووية تعتمد على اليورانيوم، ولكنها أنهته في التسعينيات. يعتقد الخبراء أن أسلحتها النووية لم تختبر، رغم رصد أقمار التجسس الأمريكية وميض مزدوج من الضوء وجيز ومكثف بالقرب من الطرف الجنوبي لأفريقيا التي اعتقد أنها اختبار لسلاح نووي جنوب أفريقي وربما إسرائيلي، وعلى النقيض اعتقد البعض أن سبب هذا الضوء أحد الظواهر الطبيعية. هناك اعتقاد حول امتلاك إسرائيل ترسانة بها عدة مئات من الرؤوس النووية، إلا أن إسرائيل لم تؤكد أو تنفي وجودها مطلقًا (على الرغم من وجود مفاعل ديمونا، وتأكيد مردخاي فعنونو إنتاج الأسلحة سنة 1986 م).
وفي يناير 2004 م، أعلن عبد القدير خان المسؤول عن البرنامج النووي الباكستاني مسؤوليته عن نشر الأنشطة النووية من خلال شبكة دولية للإتجار في المواد والمعلومات والأجهزة من باكستان إلى ليبيا وإيران وكوريا الشمالية. وفي سنة 2003 م، أعلنت كوريا الشمالية امتلاكها عدد من الأسلحة النووية، وهو ما ظل مثار شك إلى أن أجرت تجربتها النووية في 9 أكتوبر 2006 م. وأتبعتها بتجربتين سنوات 2009 و 2013 و 2016 م.

## وصلات خارجية
- التسلسل الزمني لأحداث العصر الذري.
- اتحاد العلماء الأمريكيين - دليل القوى النووية العالمية
- زمن تكوين القنبلة الذرية
- أرشيف الأسلحة النووية - في قلب تواريخ الأسلحة النووية للكثير من البلدان
- كتاب ملاحظات الأسلحة النووية: الملاحقات النووية - "Bulletin of the Atomic Scientists". جدول مقارنة ترسانات القوى النووية الخمسة العظمى في سنة 1993.
- NuclearFiles.org نسخة محفوظة 29 مارس 2013 على موقع واي باك مشين. الجدول الزمني - منذ الاكتشاف الذري حتى عقد 2000
- NuclearFiles.org نسخة محفوظة 8 ديسمبر 2009 على موقع واي باك مشين. تاريخ مقارن للأسلحة النووية، بما فيها تلك السابقة للحرب الباردة، وتلك المعاصرة والتالية لها.
- تجربة صحراء نيفادا
- المؤسسة القانونية للولايات الأمريكية الغربية
- Ariel E. Levite, "الاتجاه نحو العصر النووي الرابع"
- المتحف النووي لتاريخ الأسلحة والعلوم النووية (بالولايات المتحدة)
- خريطة متحركة لجميع التفجيرات النووية التي أجريت على كوكب الأرض والبالغ عددها 2053 تجربة (7 دول، 1945 - 1998) - فيديو (14:25).